# Ognjan Nikolov
Ognjan Velikov Nikolov (in bulgaro Огнян Великов Николов?; Sofia, 13 giugno 1949) è un ex lottatore bulgaro, specializzato nella lotta libera.

## Palmarès

### Olimpiadi
- 1 medaglia:
  - 1 argento (Monaco di Baviera 1972 nei -48 kg)

### Mondiali
- 1 medaglia:
  - 1 bronzo (Sofia 1971 nei 48 kg)

### Europei
- 3 medaglie:
  - 1 oro (Madrid 1974 nei 52 kg)
  - 1 argento (Sofia 1969 nei 48 kg)
  - 1 bronzo (Katowice 1972 nei 48 kg)